# Henry Bracton
Henry de Bracton (ur. ok. 1210 w Devon, zm. 1268 w Exeter) – angielski prawnik i duchowny, cieszący się wielkim autorytetem w angielskim sądownictwie.

## Życie
Jego data urodzenia jest nieznana. Na podstawie życiorysu szacuje się ją na 1210. Urodził się w Devonie, prawdopodobnie w jednej z licznych tam wsi nazywających się Bratton (być może Bratton Fleming). Stąd pochodzi prawdopodobnie jego nazwisko rodowe, w ówczesnym użyciu w formie Bratton lub Bradtone. Bracton jest formą nowożytną, po raz pierwszy obecną na pierwodruku De legibus et consuetudinibus Angliae libri quinque.
Pierwsza wzmianka o Henrym de Bracton w dokumentach pochodzi z 1238 roku, kiedy był już clerkiem Williama Raleigha, biskupa Winchesteru i sędziego Sądu Spraw Pospolitych (1230-1234), a później jedynego sędziego zawodowego przy zreformowanym sądzie królewskim coram rege przy Henryku III (1234-1239). Raleigh do śmierci w 1250 wspierał karierę Bractona i to w dużej mierze jemu zawdzięcza on swój zawodowy sukces. Gdy w 1239 Raleigh objął biskupstwo Norwich, przestał pełnić funkcje sądowe, a jego sprawy związane z rejestrami sądowymi przejął Bracton.
Funkcję sędziego królewskiego zaczął pełnić w 1245. Pełnił funkcję młodszego sędziego przy Sądzie Ławy Królewskiej w latach 1247–1251 i 1253–1257. Od 1257 do śmierci (1268) był też okazjonalnie sędzią przy sądach południowo-zachodniej Anglii (assize courts). Jego działalność sądowa przyniosła mu opinię sędziego bezstronnego, potrafiącego ważyć racje wszystkich stron konfliktu. W 1267 wszedł w skład komisji rozpatrującej skargi osób, które utraciły majątki w wyniku tego, że w wojnie baronów sprzymierzyły się z buntownikiem Simonem Montfort.
Bracton był jednocześnie duchownym. Ok. 1240 otrzymał majątek w Alverdiscott. W tym czasie był też z nadania królewskiego rektorem Gosberton. W 1245 otrzymał pierwsze beneficjum kościelne. Do 1249 został kanonikiem katedry w Wells. Do lat 60. XIII w. otrzymał kolejne dwa beneficja w Devon oraz został kanonikiem Bosham w hrabstwie Sussex. W latach 1264-1267 był kanclerzem katedry w Exeter.
Sława Bractona wynika nie z jego działalności jako sędziego czy duchownego, chociaż pełnił wysokie funkcje w tych instytucjach, a opiera się całkowicie na jego traktacie poświęconym prawu: De legibus et consuetudinibus Angliae.

## De legibus et consuetudinibus Angliae libri quinque

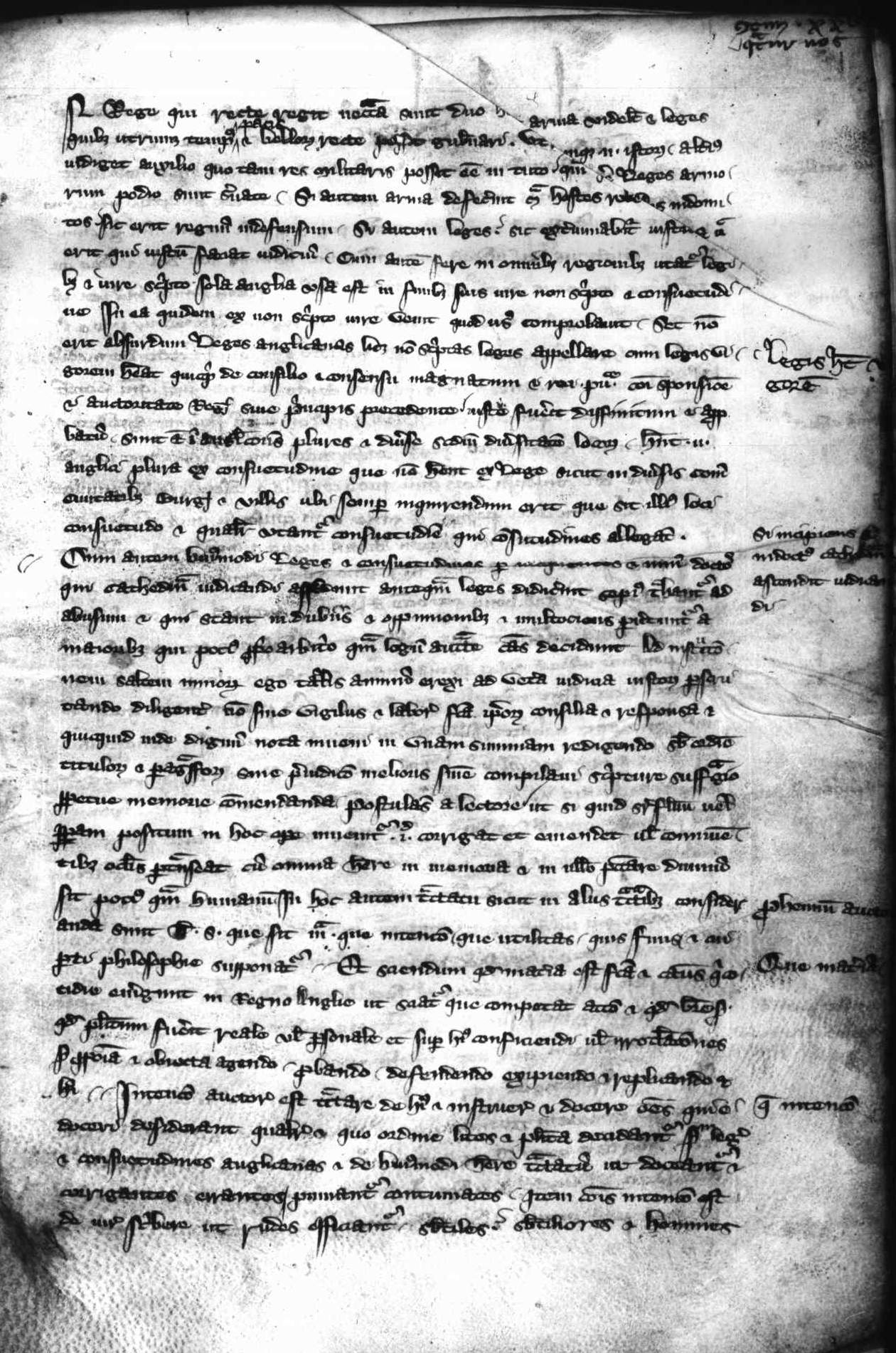
De legibus Angliæ, manuskrypt z XIII w., Wren Library, Cambridge.

Traktat De legibus et consuetudinibus Angliae libri quinque (O prawach i zwyczajach Anglii ksiąg pięć) miał ogromny wpływ na rozwój angielskiego prawa oraz całej tradycji common law, jako odrębnej od systemów prawa kontynentalnego i kanonicznego. Tradycyjnie przypisuje się jego autorstwo Bractonowi i w pracach prawniczych autorzy powołują się na ten tekst po prostu jako „Bracton”. W XX w. zaczęto stawiać w wątpliwość wyłączność autorstwa Bractona. Uznaje się współcześnie, że znaczna część materiału pochodzi od innych autorów (przede wszystkim Williama Raleigha i Martina z Pattishall) i została napisana przed 1230, a Bracton był późniejszym kompilatorem i redaktorem całości. Jego autorstwa są też późniejsze fragmenty traktatu. Bracton zaprzestał prac nad De legibus w latach 50. XIII w. i w chwili jego śmierci tekst nie uzyskał jednolitej postaci. Traktat wszedł do obiegu po śmierci autora (1268) i wymagał prac redakcyjnych, m.in. uzgodnienia sprzeczności i włączenia luźnych fragmentów. Współczesna jego postać została zrekonstruowana w latach 1915–1942 przez George’a E. Woodbine’a z ponad czterdziestu manuskryptów z przełomu XIII i XIV w.
Dla współczesnych historyków De legibus jest podstawowym źródłem historii prawa angielskiego. Pod względem zakresu poruszanych spraw i systematyzacji materiału nie ma sobie równych wśród innych traktatów prawnych europejskiego średniowiecza.

## Prawo
Bracton jest jednym z czołowych autorów, który ukształtował common law jako tradycję prawną odmienną od systemów prawa kontynentalnego. Jako pierwszy usystematyzował i przedstawił jako całość angielski porządek prawny. W oparciu o różnorodny materiał prawny, obejmujący akty królewskie, decyzje sądów królewskich i ziemskich, różnorodne prawo zwyczajowe, jak i prawo rzymskie i prawo kanoniczne starał się stworzyć wspólną tradycję prawną dla całego królestwa. W tej syntezie widać jeszcze wyraźny wpływ prawa rzymskiego, jednak jest on bardzo wybiórczy. Bracton dokonał recepcji niektórych pojęć rzymskich i korzystał z rzymskich instytucji i podziałów prawa w celu uporządkowania czy racjonalizacji praktyki sądów angielskich. Kolejne pokolenia angielskich prawników (aż do William Blackstone i jego Commentaries on the Laws of England  z 1765-1769) nie miały szerokiej wiedzy romanistycznej, nie pogłębiły tych związków i w konsekwencji system prawa angielskiego zaczął się istotnie różnić od systemów prawa kontynentalnego.
Podstawową kwestią De legibus jest jednak ustanowienie relacji pomiędzy prawem zwyczajowym, orzecznictwem sądowym i prawem królewskim. Bracton wprowadza tu przyjętą później szeroko ideę prawa precedensowego, że dla rozstrzygnięcia spraw istotne są poprzednie decyzje sądowe w sprawach podobnych.
W 1884 Pawieł Winogradow odnalazł zbiór luźnych fragmentów oraz kazusów sądowych wraz z komentarzem Bractona uważając, że są to materiały zebrane przy pisaniu De legibus. W 1887 opublikował je w całości Frederic William Maitland jako Notatki Bractona (Bracton’s Note Book). Współcześnie uważa się, że tylko część notatek wiąże się z traktatem De legibus, a pochodzi od innych autorów. Notatki te uważa się za pionierski zbiór kazusów sądowych. Znajduje się w nim ok. 2000 decyzji sądowych wraz z komentarzem, na których mogli się opierać kolejni sędziowie. Uznaje się to za początki instytucji precedensu sądowego oraz zasady stare decisis. Zbiór ten miał duży wpływ na rozwój angielskiej praktyki sądowej i oparcie jej na analizie przeszłych spraw (metoda kazusowa). Praca Bractona była do 1535 wzorcem dla późniejszych corocznych publikacji zbiorów kazusów (Year Books). Stopniowo jednak, wraz z narastaniem materiału orzeczniczego w średniowieczu, poszła w zapomnienie i została ponownie odkryta współcześnie.

## Myśl polityczna
Głównym tematem myśli politycznoprawnej Bractona było ustalenie relacji pomiędzy różnymi rodzajami prawa, ich źródłami i zadaniami. Wraz z Philippe’em de Beaumanoir jest uznawany za autora charakterystycznej dla późnośredniowiecznej myśli politycznoprawnej koncepcji, że monarcha jest egzekutorem powszechnego prawa zwyczajowego i działa w granicach prawa ziemskiego. Jest więc zarówno współtwórcą i strażnikiem prawa, jak i jest nim związany.
U Bractona Bóg jest ostatecznym źródłem prawa i sprawiedliwości oraz gwarantem ostatecznych sankcji. Monarcha jest wikariuszem Boga na ziemi i jako taki jest władzą najwyższą, choć niedoskonałą. Winien jest też posłuszeństwo nakazom sprawiedliwego prawa i jego wola jest nim związana. Ważniejszy niż wola władcy jest tu jego rozum kierujący się poprzez przyzwyczajenie (stałość) ku dobru. Chociaż jednak jest podległy takiemu prawu, to nie ma nikogo, kto mógłby wymóc na nim posłuszeństwo prawu, lub nawet ocenić, czy prawo zostało złamane. Szeroko cytowany jest też fragment De legibus, w którym Bracton stwierdza: „król nie powinien być pod żadnym człowiekiem, a pod Bogiem i pod prawami, gdyż prawo czyni króla” (ipse autem rex non debet esse sub homine sed sub deo et sub lege, quia lex facit regem). Z tego powodu monarcha może być jednocześnie uznany za wyższego niż (ziemskie) prawo, jak i mu podlegać. Łamiąc prawo, monarcha oddaje się we władzę diabła i ściąga na siebie sąd Boży. To do tej instancji powinni się odwoływać skrzywdzeni poddani. Wypowiadał się wyraźnie przeciwko prawu do buntu poddanych niesprawiedliwego władcy. W aneksie (addicio) do De legibus znajduje się jednak fragment odmienny, w którym Bracton wskazał na możliwość przymuszenia króla przez baronów (curia regis) do posłuszeństwa prawu. Fragment ten (Addicio de cartis) daje baronom pozycję współuczestników w sprawowaniu władzy i uznawany jest przez niektórych autorów za późniejszą interpolację nieznanego autorstwa.
Monarcha jest też w większym stopniu sędzią niż prawodawcą. Nie tworzy samodzielnie prawa, ale uczestniczy w procesie jego powstawania, wraz z baronami i wspólnotą. Prawo zwyczajowe ma moc prawną jedynie dzięki jego milczącej lub wyraźnej zgodzie. Władza królewska, ze względu na rozmiary królestwa i wielość spraw, może być delegowana do osób działających w jego imieniu (np. sędziowie) lub będących jego wasalami.
Myśl polityczna (argumenty przedstawione przez Bractona), była później wielokrotnie wykorzystywana przez autorów i polityków z różnych obozów. Tezy Bractona o nadrzędności prawa wykorzystali później przywódcy antyrojalistyczni podczas angielskiej wojny domowej przeciwko Karolowi I. Powoływali się na niego autorzy z zupełnie przeciwstawnych środowisk jak Robert Filmer i Thomas Hobbes (sprzyjający silnej władzy królewskiej) czy Edward Coke, James Tyrrell, Algernon Sidney, John Milton i John Locke (zwalczający taką władzę).

## Dzieła
- przed 1235 De legibus et consuetudinibus Angliae, (łac.);
- 1569 De legibus et consuetudinibus Angliae – pierwsze wydanie, (łac.);
- 1968-1977 De legibus et consuetudinibus Angliæ, 4 t., red. G. E. Woodbine, tłum. S. E. Thorne., London 1968–77. – angielskie tłumaczenie;
- 1887 Bracton, Henry de. Bracton’s Note book. A collection of cases decided in the King’s courts during the reign of Henry the Third, 3 t., red. i tłum. F.W Maitland. Cambridge University Press, 1887 – pierwsze wydanie z rękopisu, (ang.).